# Una famiglia americana (romanzo)
Una famiglia americana (We Were the Mulvaneys) è un romanzo della scrittrice statunitense Joyce Carol Oates, pubblicato nel 1996.
Il libro è stato tradotto in ebraico, francese, polacco,ceco, tedesco, estone, norvegese, spagnolo, oltre che in italiano.

## Trama
I - Immagini di famiglia. La famiglia Mulvaney vive in un'apparente perfezione. Una certa agiatezza, dovuta al lavoro paterno (si tratta di un'impresa edile specializzata in tetti e coperture); molta sana attività nella fattoria che completa la casa familiare, a 11 chilometri da Mt Ephraim, nella Contea di Chautauqua, nello Stato di New York. Gli ancor giovani genitori, Michael e Corinne, e i quattro figli, Michael Jr., Patrick, Marianne e Judd, dividono il tempo tra studio e lavoro, perché tutti contribuiscono all'accudimento degli animali domestici, a cavalli e mucche, alle coltivazioni. Inoltre i Mulvaney aderiscono a molte attività sportive, corali, religiose, sociali. Ma questo idillio si spezza la sera di San Valentino del 1976, quando Marianne, ragazza bellissima e molto nota come cheerleader, andata a una festa, è fatta bere da un ragazzo più grande, il quale in seguito si approfitta di lei.
Il ragazzo si chiama Zachary Lundt e può contare sulla complicità di alcuni coetanei. Il dramma per Marianne è che lei non si perdona di aver bevuto e di non essere stata all'altezza di capire cosa le succedeva; per questo rifiuta in un eccesso di severità verso se stessa, di accusare il ragazzo, anche se i familiari e il medico sono convinti che si tratti di uno stupro. I fatti poi degenerano quando il padre di Marianne si reca in casa Lundt e fa una scenata, arrivando a procurare varie fratture a Zachary: sul momento la cosa si chiude con un tacito patto di non sporgere denunce reciproche, ma per Mulvaney comincia un periodo di emarginazione da parte dei concittadini. La famiglia decide di allontanare Marianne, mandandola presso una cugina della mamma; il fratello maggiore si arruola nei marines, lasciando tutti stupefatti; Patrick e Judd devono fingere di non sentire i discorsi alle loro spalle. Patrick si prende una prima vendetta, architettando uno "scherzo" che interrompe la consegna dei diplomi a giugno. Uscito dalla scuola con molte offerte di borse di studio, si iscrive all'Università Cornell.
II - Il cacciatore. È il 1978 e Marianne non è mai tornata a casa. Anche Patrick non torna volentieri, perché è indignato per il trattamento subito dalla sorella, prima dallo stupratore, poi dai genitori. Egli non perdona al padre di rifiutare di vedere la figlia, non ne capisce le motivazioni. Oltretutto, a causa del carattere violento, Michael Mulvaney senior è stato denunciato dopo aver gettato del vino in faccia a un giudice e condannato a due anni di libertà vigilata, più una pesante multa. Il disagio di Mulvaney era cominciato subito dopo il problema di Marianne: aveva perso appalti e i membri influenti della città lo avevano praticamente ostracizzato: non c'era da stupirsi che, giorno dopo giorno, senza tutti i figli attorno, egli non potesse sostenere il lavoro, né Corinne la fattoria. Un pezzo alla volta, la proprietà veniva venduta. Ma la cosa peggiore è che si tentava di tenere all'oscuro Marianne da ogni cosa, come mai avesse fatto parte di loro. Così Patrick, dopo un triste incontro con la ragazza, decide di prendersi una grande vendetta.
L'incontro con Marianne è rivelatore per Patrick: la trova addormentata nella stazione dei pullmann, dopo averla cercata dappertutto. Marianne non riesce a studiare: vive in una cooperativa di giovani e si assume molti incarichi pratici, in cui si realizza perfettamente, ma non ha tempo per sé e perde un semestre dopo l'altro. Eppure, la dolce fanciulla sempre in preghiera e animata da una fede incrollabile, non sembra ribellarsi alle prove che la vita le impone: perdona e giustifica tutti, con grande confusione del fratello. Così nella primavera seguente, chiamato al telefono l'ormai sedicenne Judd, Patrick chiede ed ottiene che questi gli faccia avere un fucile del loro fratello maggiore. Judd intuisce che Marianne va vendicata e che solo loro sono abbastanza coraggiosi da fare ciò che andava fatto molto prima. Travestito e armato del fucile, Patrick ha saputo dove può trovare Zachary e gli tende un agguato. Impone al coetaneo (erano nella stessa classe al liceo) di inoltrarsi in campagna e qui, sotto il tiro del fucile, gli intima di entrare nella palude. Zachary può morire, ma ha avuto un comportamento tanto pavido e piagnone che Patrick all'ultimo non si sente di lasciarlo affondare e lo recupera, portandolo poi sulla strada maestra. In seguito, decide di lasciare l'università per andare lontano. Non teme ritorsioni per il suo agire da criminale ed è finalmente felice.
III - La pellegrina. Marianne vive nella cooperativa studentesca di una cittadina a sud dello stato di New York. Spesso è in lacrime, perché ormai non può nascondersi che i genitori la rifiutano. Non ha mai sentito il padre, mentre la madre e Judd la vengono talvolta a trovare, ma le promesse formulate non si realizzano mai. Tutti capiscono la sua tristezza, ma ne ignorano le cause profonde. Nel frattempo, si carica di lavoro e si nutre a malapena, diventando magrissima. Un giorno riceve una telefonata dalla cugina che l'aveva ospitata in passato. La nonna è morta e la madre non vuole farlo sapere a Marianne, ma la cugina pensa che sia giusto parlargliene, anche se dice che la ragazza non è attesa, né gradita al funerale. Un compagno della cooperativa ha sentito tutto e le propone di portarla con l'auto: sono centinaia di chilometri, ma il giovane insiste e i due partono senza avvertire nessuno. Poi, giunti al paese della nonna, Marianne capisce che non può farcela e si nasconde nel cimitero per seguire a modo suo. Vede la mamma e Judd, ma non il padre. La gita prosegue con una visita alla casa natale e Marianne si rende conto che tutto è in vendita e in rovina. Tornata alla cooperativa, viene convocata dal direttore che le rimarca il comportamento poco affidabile. Marianne è d'accordo, doveva avvertire e aveva anche lasciato un biglietto. A questo punto il direttore si lancia in una proposta che la spaventa: vuole che uniscano le loro vite e che lei abbia tutte le responsabilità alla cooperativa. Cerca di baciarla e Marianne fugge. A sera, trovano che ha portato via le sue cose più leggere ed è scomparsa. È evidente che non tornerà.
IV - Un resoconto difficile. È l'anno 1980 e anche Judd è costretto a lasciare la famiglia, dopo un violento litigio con il padre. Il ragazzo ha fatto in tempo a vedere la totale disfatta dei Mulvaney e il loro trasferimento in un'altra cittadina, con il miraggio di una ripresa. Il padre beve troppo: per questo ha perso casa, ditta, terreni. Con Corinne è litigioso, scostante e manesco; con Judd non accetta di dialogare. Anche nella nuova città, Mike senior non migliora, finché lascia il tetto coniugale. I lavori che può fare si concludono sempre con licenziamenti in tronco per comportamenti molesti; infine rimane inabile per una caduta, della quale si attribuisce la causa all'ubriachezza. Finché nel 1988, ridotto agli estremi da un cancro, chiama al suo letto Marianne. Judd e la madre erano già stati avvertiti e si trovavano accanto a lui. Nel frattempo Marianne era passata da un posto all'altro, defilandosi ogni volta che capiva di essere troppo legata. Un giorno, avendo il fedele gatto Focaccina molto malato, si era rivolta alla clinica rifugio per animali. Un veterinario bizzarro aveva curato il micio, che era poi vissuto un altro anno. Trovatasi a meraviglia nella clinica zoo, Marianne vi era rimasta senza più muoversi. Si era anche legata al veterinario. La chiamata dal padre le consente di rivedere la famiglia e soprattutto lui, che di tutti i figli aveva profferito solo il suo nome, anche se avrebbe voluto chiamare Mike e Patrick. Per volontà del babbo, i Mulvaney presenti (manca Patrick, scomparso) portano le ceneri in cima alla vetta che sovrastava la loro prima fattoria e le gettano al vento.
Epilogo. Judd sta per compiere i trent'anni, nel luglio del 1993. Con sorpresa, si vede invitare per un pranzo del 4 luglio dalla madre e da una sua amica. Mamma assicura che ci saranno tutti, ma Judd crede che Patrick mancherà. Da quattordici anni, dopo quella serata con Lundt, Patrick non ha messo radici da nessuna parte, o per lo meno, non ha voluto mostrarlo: si è fatto costantemente vivo con cartoline dai posti più svariati, tutti nel profondo Ovest. Judd arriva al pranzo con una gran quantità di cibarie, ma non manca nulla. Marianne è presente con il marito veterinario e i loro bimbi; anche Mike, dimessosi dai marines, è lì con la felice famiglia. Ci sono vari cugini di secondo grado, ci sono alcuni parenti dell'amica di mamma. Il pranzo è preceduto da una partita di softball e Judd ha la sorpresa di vedere un giocatore, più Mulvaney che mai, che può solo essere Patrick. La felicità della giornata è perfetta e, per un giorno, i fratelli saranno sotto lo stesso tetto. Ognuno è guarito dalle ferite a modo suo e può dire agli altri il grande affetto che ha per loro.

## Personaggi principali
- Mike Mulvaney Sr.: marito di Corinne e padre dei loro quattro figli. Nato nel 1929, staccatosi in modo traumatico dalla famiglia di origine, irlandese e cattolica, è diventato piuttosto agiato grazie al proprio ingegno e alla creazione di un'impresa edile.
- Corinne Mulvaney, nata Hausmann: moglie di Mike e madre dei loro figli. È nata nel 1931 da una famiglia di agricoltori di lontane origini tedesche. Molto attiva e impegnata con i figli, ha coltivato un sentimento religioso particolarmente intenso, di stampo protestante.
- Michael Jr., detto Mike o Mulo Mulvaney: primo figlio di Mike Sr e Corinne. È nato nel 1954 e, dopo un brillante percorso studentesco e sportivo, ha lasciato l'università quasi subito per lavorare con il padre.
- Patrick J. Mulvaney: secondo figlio della famiglia. Nato nel 1958, è dotato per lo studio scientifico, frequenta la scuola con un anno di anticipo e risultati da capogiro. In famiglia è ritenuto la promessa intellettuale. Poco incline alle espansioni, è molto legato alla sorella Marianne.
- Marianne Mulvaney: nata nel 1959, non è molto portata per lo studio, ma aderisce a tutte le attività scolastiche e giovanili: cheerleader, corista, membro della Gioventù Cristiana. Ha assorbito dalla madre il senso religioso e ha sviluppato un modo di essere molto rigoroso dentro, dolcissimo fuori.
- Judd (Judson Andrew) Mulvaney: il minore dei ragazzi. È nato nel 1963. Voce narrante del libro, Judd è quello che, per età e confidenza altrui, sa le cose in ritardo e magari insistendo per essere coinvolto.
- Zachary Lundt, compagno al liceo di Patrick, ha approfittato sessualmente di Marianne.

## Opere derivate
Nel 2002 il romanzo è stato trasposto nell'omonima versione televisiva (We Were the Mulvaneys), diretta da Peter Werner e alla quale l'autrice ha fornito la sceneggiatura. 
Interpreti: Beau Bridges (Michael Mulvaney senior), Blythe Danner (Corinne Mulvaney), Tammy Blanchard (Marianne Mulvaney), Tom Guiry (Judd Mulvaney, il narratore), Jacob Pitts (Patrick Mulvaney), Mark Famiglietti (Mike Mulvaney Jr.).

## Edizioni in italiano
- Joyce Carol Oates; Una famiglia americana, traduzione di Vittorio Curtoni, Tropea, Milano 2003 ISBN 88-438-0103-1
- Joyce Carol Oates; Una famiglia americana, traduzione di Vittorio Curtoni, Net, Milano 2006 ISBN 88-515-2312-6
- Joyce Carol Oates; Una famiglia americana: romanzo, traduzione di Vittorio Curtoni, Il saggiatore, Milano 2010 ISBN 978-88-565-0171-1
- Joyce Carol Oates; Una famiglia americana, traduzione di Vittorio Curtoni, Il saggiatore, Milano 2014 ISBN 978-88-428-2019-2